# Néstor Botero Goldsworthy
Néstor Botero Goldsworthy (Argelia de María, 27 de julio de 1919- Medellín, 6 de enero de 1996), fue un periodista, literato y comerciante colombiano.

## Biografía

### Primeros años
Nació en el entonces corregimiento de Argelia del municipio de Sonsón, como hijo del matrimonio conformado por Mauricio Botero (de ancestro italiano) y Amalia Goldsworthy (de ascendencia inglesa).
Poco después de nacer, su familia se trasladó a la cabecera de Sonsón, donde comenzó sus estudios en la escuela oficial de la localidad, y posteriormente en otras instituciones como el Colegio de los Hermanos Escolapios, el Gimnasio Sucre y el Colegio de Sonsón.
Su afición a la escritura comenzó a la edad de 17 años en compañía de Gonzalo Cadavid Uribe, en una publicación llamada Excelsior, y colaborando paralelamente en el periódico La Acción. En 1941, se vinculó al Comité pro-intereses de Sonsón, con el fin de ayudar en la actividad cívica. El 31 de marzo de 1948 contrajo matrimonio con Mercedes Giraldo Jaramillo, con la cual tuvo 6 hijos.

### Vida profesional
Siendo consciente del limitado panorama profesional que ofrecía su ciudad natal, se instaló en Medellín para trabajar en la casa comercial S.F.K., allí permaneció algunos meses tras los cuales viajó a Bogotá para vincularse a la fábrica de chocolates Quesada, en la cual se desempeñó algunos años.
Posteriormente, obtuvo en Pasto el empleo de gerente de la agencia textil de la Compañía Colombiana de Comercio, para lo cual se trasladó a dicha ciudad. Allí se convirtió en vicepresidente del Concejo Municipal, presidente de la Cámara de Comercio y del Club Colombia.
Por su gran afición a la historia, fue nombrado miembro correspondiente de la Academia de Historia del Valle del Cauca en 1955. En 1956 regresó a Medellín continuando como empleado de la Colombiana de Comercio. Para vincularse más estrechamente con su ciudad natal, se hizo Concejal de Sonsón en dos períodos y de Argelia en uno, recién emancipado dicho municipio de Sonsón. A su vez, se inscribió en la Sociedad de Mejoras Públicas de Sonsón, colaboró con el diario La Patria de Manizales y como filántropo de organizaciones de caridad en Medellín. 
En 1961, expresó su apoyo a la integración regional de los municipios del sur de Antioquia para gestionar obras de progreso, y tras el terremoto del 30 de julio de 1962 promovió la creación de la Fundación pro-reconstrucción de Sonsón. El 19 de enero de 1963 fue nombrado director del periódico La Acción.
Por sus servicios cívicos a la ciudad, el 15 de febrero de 1964, la Sociedad de Mejoras Públicas le impuso la Medalla de Civismo; en abril de ese mismo año, inició su participación en la Junta pro-Catedral, para reconstruir la Catedral de Sonsón, destruida por el sismo de 1962.

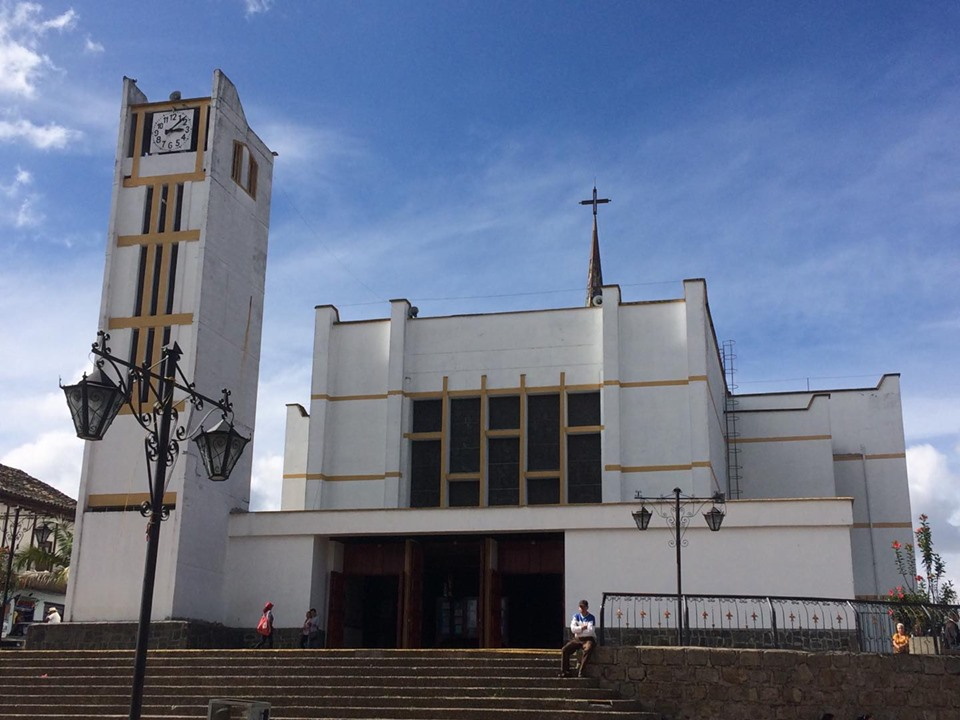
Botero participó en el proyecto de reconstrucción de la Catedral de Sonsón, Antioquia Colombia, la cual fue destruida durante el sismo de 1962.

A finales de 1969 fue admitido como Miembro de la Academia Antioqueña de Historia, y en enero de 1970 colaboró con la creación de la Casa de la Cultura "Roberto Jaramillo Arango". En 1971, gestionó el traslado de los restos del poeta Mons. Roberto Jaramillo Arango y de la Heroína de Salamina, María Martínez de Nisser, de regreso a Sonsón. 
En su labor de filántropo, donó sumas de dinero para la construcción de viviendas de la Sociedad de San Vicente de Paúl, y para la adecuación del hotel de turismo de la Sociedad de Mejoras Públicas de Sonsón.
En su labor como presidente del Centro de Historia, creado en 1971, promovió su integración con los demás del departamento y la publicación de numerosos libros de historiografía local. En 1978 fundó la revista Pregón, como órgano informativo del Centro de Historia, la cual dirigió hasta su muerte en 1996.